# Flidais Corona
La Flidais Corona è una struttura geologica della superficie di Venere.